# Xystos

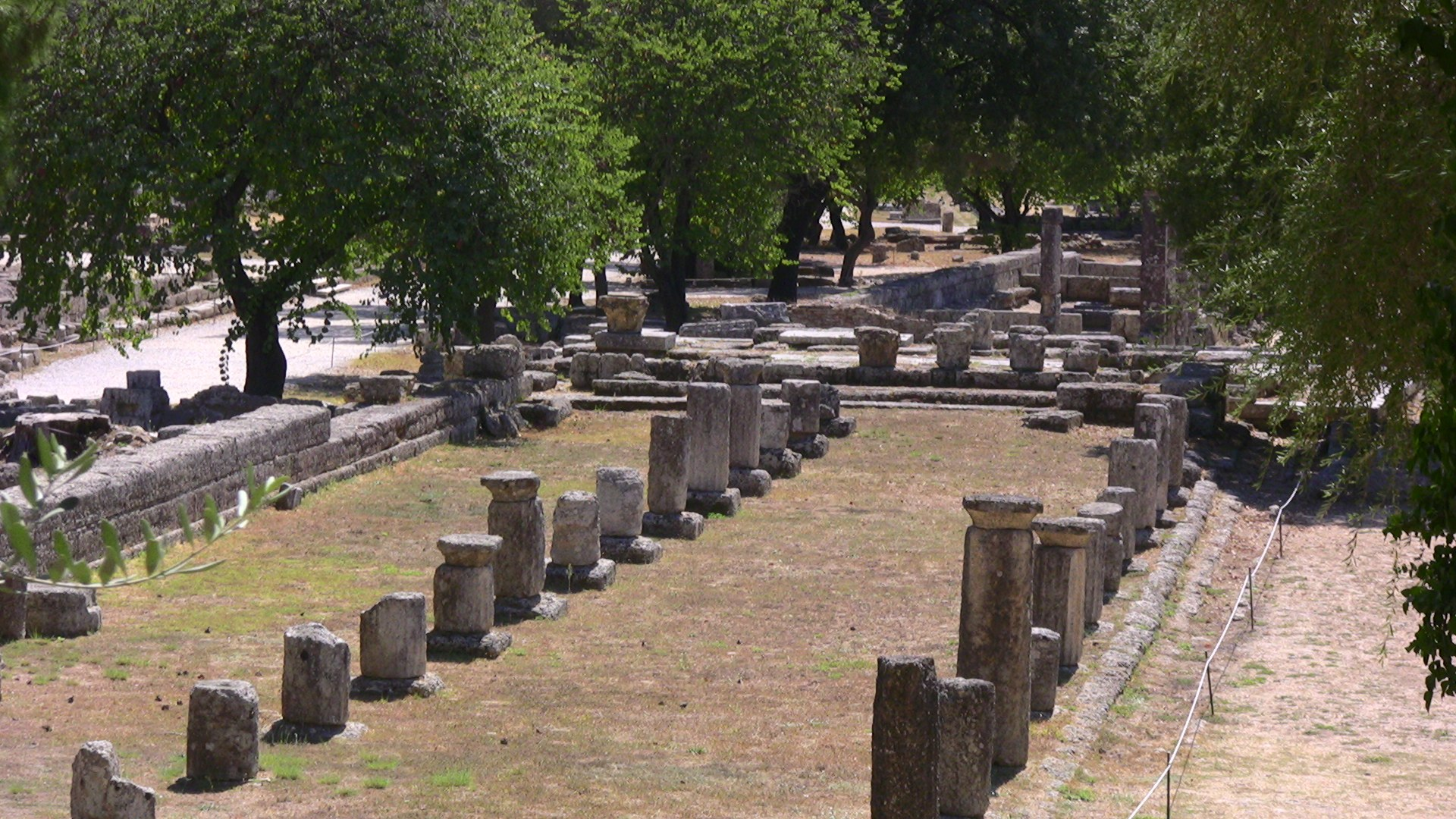
De xystos van Olympia

Een xystos (Oudgrieks: ξυστός) was in het Oude Griekenland een overdekte looppiste onder de lange kant van de zuilengalerij rond het gymnasion. Ze diende vooral om te trainen bij felle zon of slecht weer. Ernaast lag de dromos of de peridromides. Bij uitbreiding werd de term xystos ook wel gebruikt voor het hele gymnasion.
Bij de Romeinen was de xystus volgens Vitruvius een zuilengalerij die werd begrensd door niet-overdekte paden met platanen. Vitruvius identificeert deze met de peridromides, maar noemt ze toch xysti.
Ten slotte was de xystus als allee een integraal onderdeel van de Romeinse tuin. Meestal lag hij parallel aan een zuilengalerij (portico of cryptoportico). Deze wandelpaden worden vaak genoemd in de bronnen, maar uit hun aard zijn ze archeologisch zelden aan te wijzen. Een uitzondering is de Villa Romana del Casale.

## Voetnoten
1. ↑  Pausanias, Beschrijving van Griekenland, 6.23.1
2. ↑  Vitruvius, De architectura, 5.11.4: haec autem porticus χυστος apud Graecos vocitatur, quod athletae per hiberna tempora in tectis stadiis exercentur. proxime autem xystum et duplicem porticum designentur hypaethroe ambulationes, quas Graeci παραδρομιδας, nostri xysta appellant, in quas per hiemem ex xysto sereno caelo athletae prodeuntes exercentur. faciunda autem xysta sic videntur ut sint inter duas porticus silvae aut platanones et in his perficiantur inter arbores ambulationes ibique ex opere signino stationes. post xysta autem stadium ita figuratum ut possint hominum copiae cum laxamento athletas certantes spectare.
3. ↑  Plinius de Jongere, Epistulae, 2.17.17 en 5.6.16